# بیسکویت سبز
بیسکویت سبز (به انگلیسی: Soylent Green) فیلمی ۹۷ دقیقه‌ای به کارگردانی ریچارد فلایشر با بازی چارلتون هستون، لی تیلور-یانگ، چاک کانرس و ادوارد جی. رابینسون است.

## اقتباس
بیسکویت سبز، برگفته از رمان علمی–تخیلی جا باز کنید! جا باز کنید! نوشته هری هریسون است. بیسکوئیت سبز از ترکیب دو ژانر روش پلیسی و علمی–تخیلی است. داستان فیلم، درباره قتل یک بازرگان ثروتمند و آینده یک ویران‌شهر با اقیانوس‌های در حال خشک شدن و رطوبت سالانه، به خاطر اثر گلخانه‌ای است که باعث آلودگی، فقر، ازدیاد جمعیت انسان، اتانازی، و کاهش منابع می‌شود.

## چکیده داستان
در سال ۲۰۲۲ اثرات افزایش جمعیت بیش از حد، آلودگی محیط زیست و فاجعه دگرگونی آب و هوایی آشکار باعث کمبود شدید مواد غذایی، آب و مسکن در سراسر جهان شده است. تنها در شهر نیویورک ۴۰ میلیون نفر زندگی می کنند، و تنها نخبگان این شهر می توانند از عهده هزینه  داشتن آپارتمان های بزرگ، آب پاک و مواد غذایی طبیعی برآیند (با قیمت های وحشتناک بالا، از جمله بهای خرید یک شیشه مربای توت فرنگی که تا۱۵۰ دلار افزایش یافته است).
فرانک تورن، کارآگاه پلیس نیویورک و دوست سالخورده اش، سول راث، استاد پیشین کالج بسیار باهوش و تحلیلگر پلیس ( که همواره به عنوان یک «کتاب» به او ارجاع می شود) در داخل شهر زندگی می کنند. راث دنیا را وقتی حیوانات و غذای واقعی در آن یافت می شد، به یاد می آورد؛ او کتابخانه کوچکی از موضوعات مرجع برای کمک به تورن دارد. تورن وظیفه دارد در مورد مرگ ویلیام آر. سیمونسون ثروتمند با نفوذ، و یکی از اعضای هیئت مدیره شرکت سویلنت که به گمان او به قتل رسیده است، تحقیق کند.
شرکت سویلنت تولید مواد غذایی مشترک نیمی از جمعیت جهان، و توزیع محصول تجاری همگنی از نوعی بیسکویت ویفر را با نام برند سویلنت، از جمله «سویلنت قرمز» و «سویلنت زرد» و آخرین محصول آنها، «سویلنت سبز» که نوع مغذی تری است، و تبلیغ می شود از پلانکتون اقیانوس ساخته شده، اما تنها مدت کوتاهی است که برای عرضه به بازار آمده، برعهده دارد.
با کمک شیرل، زن جوانی که جزئی از «مبلمان خانه» سیمونسون شمرده می شود (که تورن با او یک رابطه جنسی را آغاز می کند)، تحقیقات کارآگاه او را به نام کشیشی می رساند که سیمونسون اندکی پیش از مرگش برای اعتراف به نزدش رفته بوده است. به دلیل محرمانه بودن اعتراف، کشیش (قبل از اینکه خودش به قتل برسد ) تنها قادر به اشاره به محتوای کلی اعتراف است. به فرمان فرماندار، به تورن از سوی روسای مافوقش دستور داده می شود که تحقیقات خود را به پایان برساند، اما او به دلیل نگرانی از دست دادن شغلش با دستور مافوق های بالاتر در صورت ترک پرونده، و اینکه او توسط یک مامور مراقبت ناشناس تعقیب می شود، به کار خود ادامه می دهد. او به زودی هنگام کار در جریان یک شورش ،از سوی همان قاتلی که سیمونسون را کشت، مورد حمله قرار می گیرد،اما قاتل بر اثر ضربه بیل هیدرولیکی یک خودروی کنترل جمعیت پلیس له می شود. 
در جریان تحقیقات برای تورن، راث دو جلد  کتاب «گزارش اقیانوس شناسی شرکت سویلنت»، را که تورن از آپارتمان سیمونسون بدست آورده، با خود برای تیم کتاب های دیگر در مبادلات عالی  اطلاعات  می برد. پس از تجزیه و تحلیل، کتاب ها تأیید می شود که گزارش اقیانوس شناسی نشان می دهد که اقیانوس ها در حال مرگ هستند، و دیگر نمی توانند پلانکتون هایی را تولید کنند که «سویلنت سبز» از آن ساخته می شود. این گزارش ها همچنین نشان می دهد که «سویلنت سبز» از بقایای مردگان و زندانی ها در حال تولید است که از کارخانه های دفع زباله به شدت محافظت شده در خارج از شهر به دست می آید. کتاب ها بیشتر نشان می دهد که قتل سیمونسون به دستور اعضای هیئت مدیره شرکت سویلنت انجام شده است، زیرا آنها فهمیده بودند که او به طور فزاینده ای از  دانستن حقیقت پریشان و آشفته شده است، و می ترسیدند مبادا او در این باره با کسی صحبت کند.
راث با شنیدن حقیقت خیلی جا می خورد، و تصمیم می گیرد «به خانه خدا بازگردد» و به دنبال اتانازی در یک کلینیک دولتی است. تورن در بازگشت به آپارتمان پیامی را پیدا می کند که راث برایش گذاشته است، و برای متوقف کردن او شتاب می کند اما برای نجات جان سول خیلی دیر می رسد. تورن با مونتاژ بصری و موسیقایی فرایند اتانازی- جنگل های بسیار طویل، حیوانات وحشی، رودخانه ها و زندگی اقیانوسی را که تا پیش از آن این مناظر را هرگز ندیده بود، پیش چشم می آورد.
راث پیش از مرگ آنچه را که برای تورن آموخته زمزمه می کند و در آخرین عمل زندگیش به او التماس می کند که مدرکی پیدا کند، به مبدلات عالی اطلاعات ببرد، تا آنها بتوانند این اطلاعات را به سازمان شورای ملل بفرستند و درباره اش اقدام کنند.
تورن سوار یک کامیون می شود که جسد سول را حمل می کند، و اجساد از مرکز اتانازی به یک کارخانه دفع زباله، جایی که او شاهد تبدیل اجساد انسان به سویلنت سبز است. تورن وحشت زده، دیده می شود، و فرار می کند. همانطور که او در حال راه بازگشت به مبادلات عالی اطلاعات است، افرادب در کمین او هستند. پس به کلیسایی پناه می برد، و مهاجمانش را می کشد اما درتیراندازی به شدت زخمی می شود. وقتی امدادگران تورن را با خود می برند، او در راه از رئیس پلیس می خواهد که حقیقتی را که کشف کرده است انتشار دهد، و دادرسی علیه شرکت را آغاز کند. وقتی امدادگران در خال بردن  تورن هستند، او برای جمعیت اطراف فریاد می زند: «سویلنت سبز گوشت تن همین مردم است!»

## جوایز
در همال سال ۱۹۷۳ (میلادی) بیسکویت سبز، برنده جایزه نبولا و جایزه ساترن برای بهترین فیلم علمی–تخیلی شد.

## بازیگران
- چارلتون هستون
- لی تیلور-یانگ
- چاک کانرس
- جوزف کاتن
- براک پیترس
- پائولا کلی
- ادوارد جی. رابینسون
- استیون یانگ
- مایک هنری (فوتبال آمریکایی)
- لینکلن کیلپاتریک
- روی جنسون
- لئونارد استون
- ویت بیسل
- سیلیا لوفسکی
- دیک وان پاتن
- بل میچل